# Scolosanthus strictus
Scolosanthus strictus är en måreväxtart som beskrevs av Ignatz Urban. Scolosanthus strictus ingår i släktet Scolosanthus och familjen måreväxter. Inga underarter finns listade i Catalogue of Life.